# Eugenia pittieri
Eugenia pittieri är en myrtenväxtart som beskrevs av Paul Carpenter Standley. Eugenia pittieri ingår i släktet Eugenia och familjen myrtenväxter. Inga underarter finns listade i Catalogue of Life.